# Dee Brown
Dorris „Dee“ Alexander Brown (* 29. Februar 1908 in Alberta, Louisiana; † 12. Dezember 2002 in Little Rock, Arkansas) war ein US-amerikanischer Schriftsteller und Historiker.

## Leben und Werk
Brown wuchs in Ouachita County, Arkansas, und Little Rock, Arkansas, auf, wo er sich mit zahlreichen Indianern anfreundete. Im Laufe der Zeit wurde ihm bewusst, dass die Darstellung der indianischen Völker in amerikanischen Filmen nicht der Realität entsprach. Er arbeitete als Reporter in Harrison, Arkansas, und wurde dann Lehrer und Bibliothekar.
Nach seinem Dienst im Zweiten Weltkrieg leitete Brown seit 1948 die Landwirtschaftliche Bibliothek der Universität von Illinois, wo er seinen Master in Bibliothekswissenschaft ablegte und Professor wurde. Er ging 1973 in Pension und widmete sich fortan dem Schreiben von Büchern.
In seinem bekanntesten Werk Begrabt mein Herz an der Biegung des Flusses (Originaltitel: Bury My Heart at Wounded Knee) beschreibt er das Leiden und den Untergang der Indianer Nordamerikas („Geschrieben mit Blut und Tränen“ – Originalzitat) unter der amerikanischen Expansion. Das aus dem Blickwinkel der Ureinwohner geschriebene Buch verhalf der Kultur der Indianer zu einer höheren Wertschätzung. In den USA wurde Bury My Heart at Wounded Knee bis heute über 5 Millionen Mal verkauft und im Jahr 2001 wählten die Leser der New York Times es zu einem der vier einflussreichsten Bücher des 20. Jahrhunderts.
Dee Brown verfasste 29 Bücher, darunter mehrere Kinderbücher, in denen er sich thematisch der Geschichte der nordamerikanischen indianischen Völker widmete.

## Werke
- Begrabt mein Herz an der Biegung des Flusses (Originaltitel: Bury My Heart at Wounded Knee übersetzt von Helmut Degner). Knaur Taschenbuch 62804, München 2005, ISBN 978-3-426-62804-1[4]
- Du folgtest dem Falken, Amayi. Eine indianische Familiensaga. Knaur, München 1984, ISBN 3-426-01166-2.
- Das Feuerroß erreicht das Große Wasser im Westen. Der Bau der amerikanischen Eisenbahn. Droemer Knaur, München 1981, ISBN 3-426-03649-5.
- Im Westen ging die Sonne auf. Die Eroberung des amerikanischen Kontinents. Heyne, München 1980, ISBN 3-453-01057-4.
- Die Letzten von Fort Yellowhorse. Roman, Heyne, München 1973, ISBN 3-453-20170-1.
- Der Major (Originaltitel: Killdeer Mountain). Roman, Knaur, München 1992, ISBN 3-426-03018-7.
- Pulverdampf war ihr Parfum. Die sanften Helden des Wilden Westens. Droemer Knaur, München 1979, ISBN 3-426-03431-X.